# Silene articulata
Silene articulata är en nejlikväxtart som beskrevs av Domenico Viviani. Silene articulata ingår i släktet glimmar, och familjen nejlikväxter. Inga underarter finns listade i Catalogue of Life.